# Johnossi

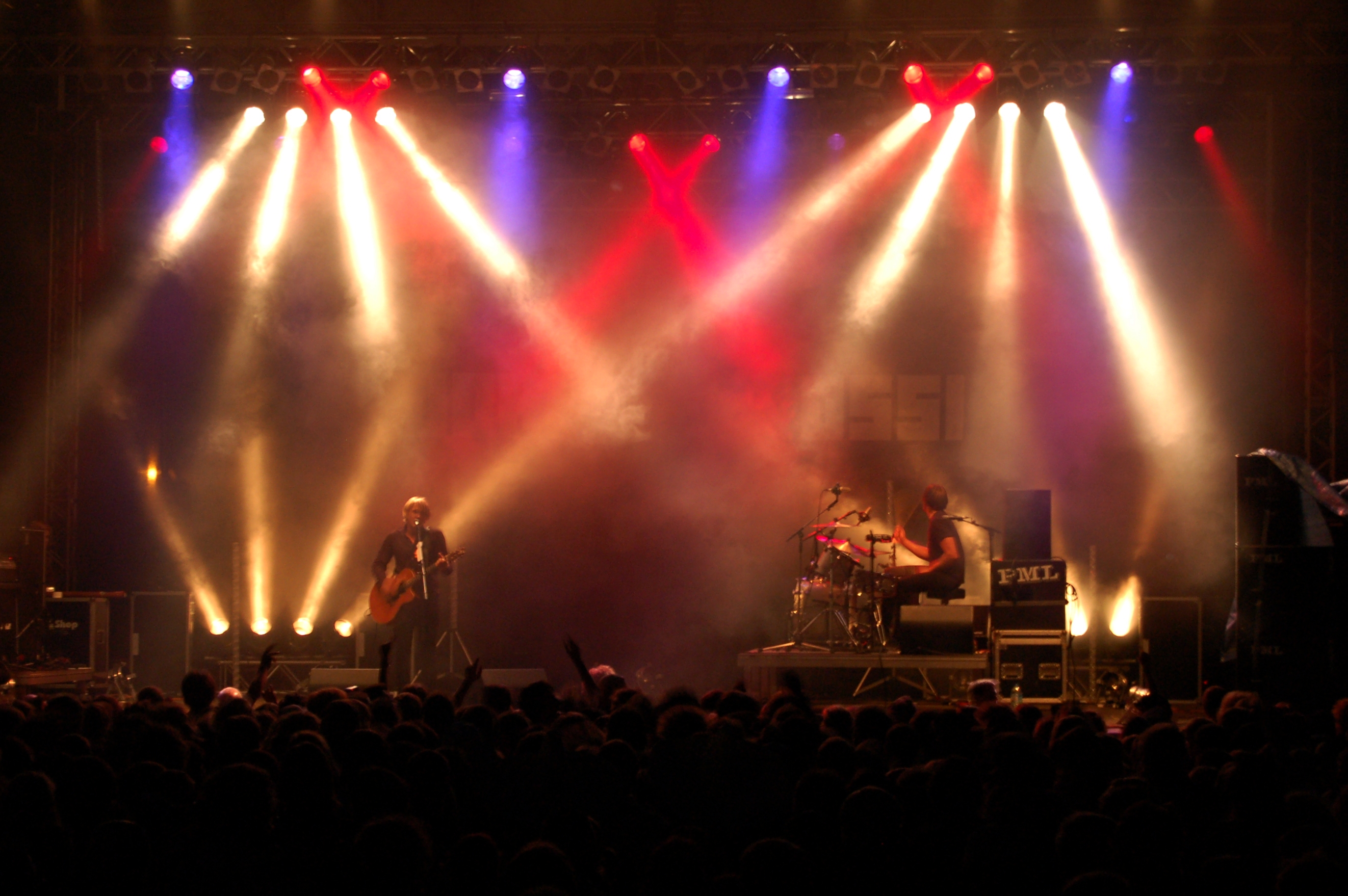
Johnossi beim Mini-Rock-Festival 2008

Johnossi [jɔnˈɔsi] ist eine schwedische Indie- und Alternative-Rock-Band aus Stockholm. Sie besteht aus John Engelbert (* 1982) und Oskar „Ossi“ Bonde (* 1979). Der Bandname ergibt sich aus den beiden Vornamen John und Ossi.

## Bandgeschichte
Die Idee, eine Band zu gründen, trugen die beiden Freunde schon mehrere Jahre vor der eigentlichen Gründung mit sich herum. Als Hauptgrund für diese Zeitverzögerung geben sie Faulheit an. Charakteristisch für den Stil der Band ist eine rohe, dreckige Soundmischung, die sie vor allem bei Live-Konzerten präsentieren.
Nach der Gründung tourten sie zusammen mit The Soundtrack of Our Lives durch Skandinavien und brachten im Jahr 2005 ihr erstes, nach ihnen selbst benanntes Album heraus, welches im folgenden Jahr auch in Deutschland, Österreich und der Schweiz erschien.
Im Jahr 2006 hatten sie eine eigene Tour und spielten außerdem im Vorprogramm von Mando Diao und Razorlight. Anfang 2007 tourten sie alleine durch ganz Deutschland. Viele dieser Veranstaltungen waren ausverkauft. Im Jahr 2007 waren sie als Vorband der Sportfreunde Stiller zu sehen. Anfang März 2008 spielten sie die Single Execution Song zum Soundtrack des Kinofilms Die Welle mit ein. Bei dem Videospiel NHL 09 ist das Lied auch zu hören. Im Juni 2011 traten sie als Vorband der Beatsteaks in der Berliner Wuhlheide auf.
Ihr zweites Album All They Ever Wanted wurde am 28. März 2008 veröffentlicht und brachte ihnen erstmals auch eine Chartplatzierung in Deutschland. Das dritte Album Mavericks erschien am 30. April 2010.
Am 22. März 2013 erschien das vierte Album Transitions. Im Herbst 2013 spielte die Band eine ausgedehnte Headliner-Tour durch Europa.
Privat haben John und Oskar jeweils Frau und Kind. John ist Vater eines Sohnes und Oskar Vater einer Tochter.

## Diskografie
Alben

| Jahr | Titel                | Höchstplatzierung, Gesamtwochen, AuszeichnungChartplatzierungen (Jahr, Titel, Platzierungen, Wochen, Auszeichnungen, Anmerkungen) | Höchstplatzierung, Gesamtwochen, AuszeichnungChartplatzierungen (Jahr, Titel, Platzierungen, Wochen, Auszeichnungen, Anmerkungen) | Höchstplatzierung, Gesamtwochen, AuszeichnungChartplatzierungen (Jahr, Titel, Platzierungen, Wochen, Auszeichnungen, Anmerkungen) | Anmerkungen                              |
| Jahr | Titel                | DE | CH | SE | Anmerkungen                              |
| ---- | -------------------- | --- | --- | --- | ---------------------------------------- |
| 2005 | Johnossi             | — | — | SE33 Gold · (2 Wo.)SE |                                          |
| 2008 | All They Ever Wanted | DE68 (1 Wo.)DE | — | SE11 (2 Wo.)SE | Erstveröffentlichung: 27. März 2008      |
| 2010 | Mavericks            | DE54 (1 Wo.)DE | CH54 (1 Wo.)CH | SE4 Gold · (22 Wo.)SE | Erstveröffentlichung: 28. April 2010     |
| 2013 | Transitions          | DE81 (1 Wo.)DE | — | SE5 (11 Wo.)SE | Erstveröffentlichung: 20. März 2013      |
| 2017 | Blood Jungle         | DE51 (1 Wo.)DE | CH46 (1 Wo.)CH | SE7 (6 Wo.)SE | Erstveröffentlichung: 17. Februar 2017   |
| 2020 | Torch // Flame       | — | — | SE27 (1 Wo.)SE | Erstveröffentlichung: 27. Februar 2020   |
| 2024 | Forevers             | — | — | SE9 (1 Wo.)SE | Erstveröffentlichung: 27. September 2024 |

EPs
- Execution Song (2006)
- Air Is Free (2016)

Singles

| Jahr | Titel Album                | Höchstplatzierung, Gesamtwochen, AuszeichnungChartsChartplatzierungen (Jahr, Titel, Album, Platzierungen, Wochen, Auszeichnungen, Anmerkungen) | Anmerkungen                                                                                 |
| Jahr | Titel Album                | SE | Anmerkungen                                                                                 |
| ---- | -------------------------- | --- | ------------------------------------------------------------------------------------------- |
| 2010 | What’s the Point Mavericks | SE20 Platin · (25 Wo.)SE |                                                                                             |
| 2010 | Dead End Mavericks         | SE58 Gold · (1 Wo.)SE |                                                                                             |
| 2022 | Anxious Angel –            | SE22 (3 Wo.)SE | Erstveröffentlichung: 12. November 2022 aus Så mycket bättre, Original: Maja Francis (2020) |
| 2024 | Känns så längesen –        | SE65 (1 Wo.)SE | Erstveröffentlichung: 12. Juli 2024 mit Lars Winnerbäck                                     |

Weitere Lieder
- Man Must Dance (2006)
- Summerbreeze (2006)
- 18 Karat Gold (2008)
- Gone Forever (2013)
- Air Is Free (2017)